# Jinma (köping i Kina)
Jinma (kinesiska: 金马镇, 金马) är en köping i Kina. Den ligger i provinsen Sichuan, i den sydvästra delen av landet, omkring 25 kilometer väster om provinshuvudstaden Chengdu.
Genomsnittlig årsnederbörd är 1 318 millimeter. Den regnigaste månaden är juli, med i genomsnitt 377 mm nederbörd, och den torraste är december, med 11 mm nederbörd.